# 石川県立翠星高等学校
石川県立翠星高等学校（いしかわけんりつ すいせいこうとうがっこう、英: Ishikawa Prefectural Suisei High School）は、石川県白山市三浦町にある公立の高等学校。

## 概要
総合グリーン科学科を置く農業系の専門学科高等学校。前身となる石川県勧業場は1876年（明治9年）に設立され、北海道大学農学部と並んで最も長い歴史を持つ農業学校である。
白山市の旧松任市地区に位置し、旧校名は「石川県立松任農業高等学校」。現在においてもその略称である「松農」（まつのう）と呼ばれる。現在の校名である「翠星」の由来は、さわやかな「翠」と校章の「星」及び六星同窓会の「六星」をイメージしたもの。
積極的な自然保護活動や地域交流を目的として、校内で生産・販売の勉強のための販売実習「ピュアマート」が開催されている。

## 教育課程の特色
2年次からは以下のコースから選択した、専門的な教科を学ぶことになる。
- 生物資源コース
  -  農学分野
  -  生物工学分野
  -  園芸福祉分野
- 食品科学コース
- 環境科学コース
  -  環境設計分野
  -  造園分野

## 沿革
- 1876年（明治9年）- 金沢区（現在の金沢市）に置かれた石川県勧業場を前身とする。
- 1886年（明治19年）- 羽咋郡東土田村（現在の志賀町に移転、石川県農学校に改称。
- 1896年（明治29年）- 能美郡小松町（現在の小松市）に移転。
- 1902年（明治35年）- 県の土木予算の配分を巡って石川郡松任町馬場（現在の白山市馬場）に移転。
- 1948年（昭和23年）- 学制改革により、松任高等女学校と合併し（旧）石川県立松任高等学校となる。
- 1953年（昭和28年）- 石川県立松任農業高等学校となる。
- 1963年（昭和38年）- 石川県立松任高等学校の新設に伴い家庭科の生徒を移管。
- 1964年（昭和39年）- 松任町三浦（現在の白山市）の現在地に移転。
- 2000年（平成12年）- 校名を石川県立翠星高等学校に改称。現在の総合グリーン科学科一科とする。

## 部活動・研究会

### 実績
陸上競技部は2006年（平成18年）、2007年（平成19年）にインターハイに出場。
食品科学研究会は2015年（平成27年）度の農業クラブ全国大会（群馬大会）のプロジェクト発表で優秀賞を受賞。

### 運動部
- 野球
- サッカー
- バレーボール（男・女）
- ハンドボール
- ソフトテニス
- 卓球
- バドミントン
- 陸上競技
- 登山
- 剣道

### 文化部
- 吹奏楽
- 美術
- 華道
- 茶道
- JRC

### 研究会
- 食品科学
- バイオサイエンス
- アーステクノロジー
- グリーンデザイン
- 園芸福祉

## 所在地
〒924-8544：石川県白山市三浦町500-1

## アクセス
- 北陸自動車道 金沢西IC 車で約15分、美川IC 車で約15分[2]。
- 北鉄白山バス（鶴来線・白山線）「翠星高校前」停留所下車。
- IRいしかわ鉄道線松任駅 徒歩で約20分[2]。

## 著名な卒業生

### 石川県農学校
- 江川昇 - 金沢市長
- 杉山栄太郎 - 石川県副知事

### 石川県立松任農業高等学校
- 一川保夫 - 参議院議員、防衛大臣
- 加藤敬二 - 俳優、ダンサー、振付師
- 河口こうへい - ものまねタレント